# فريدريك فنتون هنت
فريدريك فنتون هنت (بالإنجليزية: Frederick Vinton Hunt)‏ هو مهندس أمريكي، ولد في 15 فبراير 1905 في بارنسفيل في الولايات المتحدة، وتوفي في 21 أبريل 1972 في بوفالو في الولايات المتحدة.